# Real Jardín Botánico de Katmandú

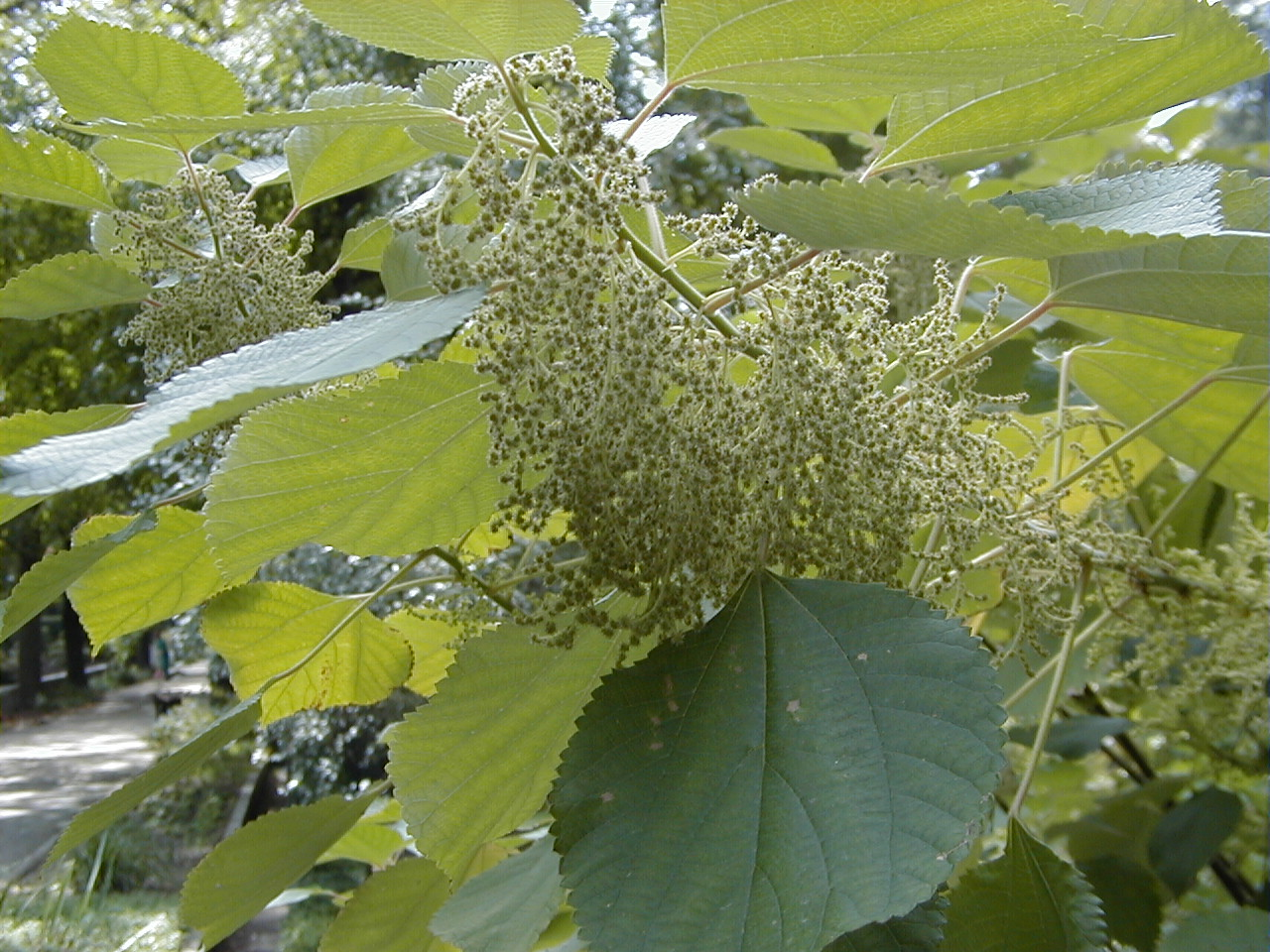
Boehmeria nivea.

El Real Jardín Botánico de Katmandú  es un jardín botánico de 82 hectáreas de extensión que se encuentra en "Godavari" en las cercanías de Katmandú, Nepal. Su código de reconocimiento internacional como institución botánica, así como las siglas de su herbario es KATH.

## Localización
El "Real Jardín Botánico" se ubica en la base del "Monte Phulchoki" de 2715 m s. n. m. en Godavari 1515 m s. n. m. en la parte sureste del valle de Katmandú. 
Real Jardín Botánico PO Box 3708, Katmandú-Katmandú, Nepal.27°42′10.0794″N 85°19′5.52″E / 27.702799833, 85.3182000
- Altitud, 1515 m s. n. m.
- Temperatura de un gradiente entre 20 °C y 30 °C durante el verano y de -5 °C a 20 °C durante el invierno.

## Historia
Este jardín fue inaugurado por su Majestad el último rey Mahendra Bir Bikram Shah Dev el 20 de octubre de 1962. 
Desde su establecimiento, las actividades del jardín botánico se han centrado en el enriquecimiento del jardín con plantas indígenas en cuanto a integrar su colección con la investigación, la conservación, la educación y la exhibición científica.

## Colecciones
Sus colecciones de plantas se encuentran agrupadas en diferentes secciones:
- Flora nativa del Nepal
- Plantas ornamentales,

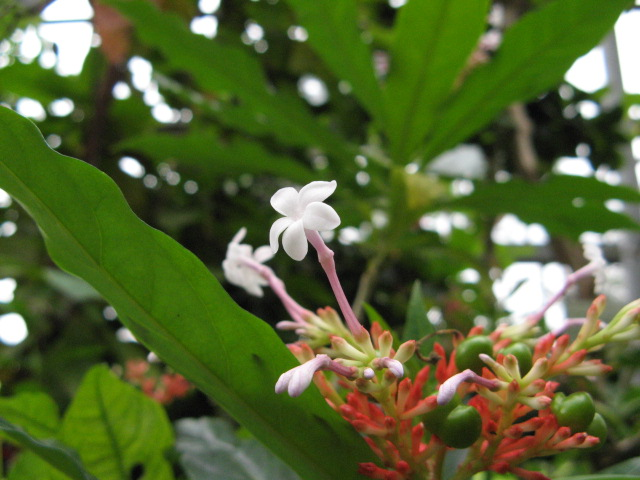
Flores de Rauwolfia serpentina.

- Rocalla con plantas de los Himalayas,
- Rosaleda con cultivares de rosas,
- Arboreto con árboles y arbustos tanto de la zona como foráneos,
- Lirios,
- Helechos,
- Plantas medicinales
- Plantas acuáticas,
- Invernadero con una colección de cactus, y orquídeas.
- Herbario que incluye unos 5,000 especímenes de plantas indígenas

El jardín botánico se encuentra rodeado de una zona de bosque natural siempreverde. 